# Батагуасу
Батагуасу (порт. Bataguassu) — муніципалітет у бразильському штаті Мату-Гросу-ду-Сул. Його населення становило 23 325 осіб (2020), а його площа — 2417 км². Місто було засноване Яном Антоніном Батею, в 1932 році.
Порівняно з Анауріландією та Батайпора, Батаґуасу є більшим поселенням. Крім житла, для підтримки жителів міста побудовані різні будівлі соціальної інфраструктури.
Інші міста Бразилії, пов’язані з Батею:
- Маріаполіс
- Анауріландія
- Бататуба
- Батайпора